# Teatro da Ilha Kamenny
O Teatro da Ilha Kamenny (em russo: Каменноостровский театр, literalmente Teatro da Ilha de Pedra) é um teatro de madeira nos terrenos do Palácio da Ilha Kamenny, na Ilha Kamenny, em São Petersburgo, na Rússia. É o único teatro de madeira que ainda é usado em São Petersburgo, e um do poucos que permanecem em toda a Europa. O teatro faz parte do Patrimônio Mundial do Centro Histórico de São Petersburgo protegido pela UNESCO.
Desde 2005, o teatro é a casa do segundo palco do Drama Bolshoi.

## História
O teatro foi construído em 1826 por um projeto de Smaragd Shustov em apenas 40 dias. O edifício foi concebido para durar apenas sete anos, mas sobreviveu muito mais. Em 1843, Alberto Cavos foi encarregado de desenvolver um novo projeto. A reconstrução do teatro alterou principalmente as perspectivas do edifício, mas o auditório recebeu apenas pequenas alterações. Entre 1964 e 1967, o local foi restaurado de acordo com um projeto supervisionado por Irina Benois. Embora a fachada do teatro tenha sido mantida intacta, o auditório foi completamente reorganizado. Após a reconstrução, o teatro foi feito propriedade da Companhia de Televisão de São Petersburgo. Em 2005, um decreto do Presidente da Rússia transferiu o Teatro da Ilha Kamenny para o Teatro de Drama Bolshoi. A renovação extensiva ocorreu entre 2005 e 2012, quando o teatro abriu como o segundo palco do Drama de Bolshoi.